# Classe de première française
 (signalé en août 2025).
Si vous disposez d'ouvrages ou d'articles de référence ou si vous connaissez des sites web de qualité traitant du thème abordé ici, merci de compléter l'article en donnant les références utiles à sa vérifiabilité et en les liant à la section « Notes et références ».
- Archive Wikiwix
- Bing
- Cairn
- DuckDuckGo
- E. Universalis
- Gallica
- Google
- G. Books
- G. News
- G. Scholar
- Persée
- Qwant
- (zh) Baidu
- (ru) Yandex
- (wd) trouver des œuvres sur Wikidata

Pour un article plus général, voir Lycée en France.
Pour les articles homonymes, voir Première.
La classe de première est, en France, la deuxième des trois années du lycée.

## Voies
La classe de première est spécifique à la filière choisie.
À la fin de l'année, se déroulent les épreuves anticipées du baccalauréat pour les filières générales et technologiques (épreuves écrite et orale de français) et le brevet d'études professionnelles (BEP) pour la filière professionnelle.
| Niv 4 Bac +0 17 |                                   | Baccalauréat général Arts, SES, SVT, HGGSP, Humanités, LCA, LLCE, Maths, PC, NSI, SVT, SITerminale générale |                                   | Baccalauréat technologique STAV, ST2S, STD2A, STMG, S2TMD, STI2D, STHR, STLTerminale technologique |                     | Baccalauréat professionnel Alimentaire, Vente, Beauté, Bâtiment, Santé, Design, Véhicules, NumériqueTerminale professionnelle | BMA                                   | BP                                    | CS5 CS4 CS3                           | BM                                    | BTM |
| Niv 3 16        | Première générale                 | Première technologique                                                                                      | Première professionnelle          | CAP 2e année                                                                                       | CAP 2e année        | CAP 2e année | CAP 2e année                          | CAP 2e année                          |                                       |                                       |     |
| 15              | Seconde générale et technologique | Seconde générale et technologique                                                                           | Seconde générale et technologique | Seconde professionnelle                                                                            | CAP 1re année       | CAP 1re année | CAP 1re année                         | CAP 1re année                         | CAP 1re année                         |                                       |     |
| RNCP Âge        | Lycée général                     | | Lycée technologique               | | Lycée professionnel | Centre de formation d'apprentis (CFA)                                                                                         | Centre de formation d'apprentis (CFA) | Centre de formation d'apprentis (CFA) | Centre de formation d'apprentis (CFA) | Centre de formation d'apprentis (CFA) |     |

### Voie générale
La classe de première générale est composée d'enseignements communs, de trois enseignements de spécialité et d'enseignements optionnels.
Il y a 12 spécialités (13 à partir de 2021) :
- arts (arts plastiques, cinéma-audiovisuel, danse, histoire des arts, musique ou théâtre)
- biologie-écologie (uniquement dans les lycées d'enseignement général et technologique agricoles)
- histoire-géographie, géopolitique et sciences politiques (HGGSP)
- humanités, littérature et philosophie (HLP)
- langues et cultures de l'Antiquité (LCA) : latin ou grec ancien
- langues, littérature et cultures étrangères (LLCE) : anglais, espagnol, allemand ou italien
- mathématiques
- numérique et sciences informatiques (NSI)
- physique-chimie
- sciences économiques et sociales (SES)
- sciences de l'ingénieur (SI)
- sciences de la vie et de la Terre (SVT)

### Voie technologique
Dans la filière technologique, on distingue plusieurs séries de première : la première STAV, la première STHR, la première STD2A, la première STI2D, la première STL, la première STMG, la première ST2S, et la première S2TMD.

### Voie professionnelle
Dans la filière professionnelle, on parle de première professionnelle.